# Smythe Division
Die Smythe Division war eine der Divisions in der nordamerikanischen Eishockey-Profiliga NHL. Die Liga war bis 1993 in zwei Conferences (Campbell Conference und Prince of Wales Conference) unterteilt, die sich wiederum in Divisions gliederten. Eine davon war die Smythe Division, die 1974 als Teil der Campbell Conference gegründet wurde.
Mit der Expansion der Liga im Jahr 1993 und der darauffolgenden Neuformation des Ligensystems wurde die Division von der Pacific Division abgelöst.
Benannt war die Smythe Division nach Conn Smythe, dem Gründer der Toronto Maple Leafs. Die Edmonton Oilers sind mit sechs Meistertiteln zum Ende der regulären Saison der Rekordmeister der Smythe Division.

## Teams
|                       |                    |                    |                  |                  |                  |                  |                  | Calgary Flames    |               |  |  |  |  |  |  |  |  |                 |
| Chicago Black Hawks   |                    |                    |                  |                  |                  |                  |                  |                   |               |  |  |  |  |  |  |  |  |                 |
| Kansas City Scouts    | Kansas City Scouts | Kansas City Scouts | Colorado Rockies | Colorado Rockies | Colorado Rockies | Colorado Rockies | Colorado Rockies | Colorado Rockies  |               |  |  |  |  |  |  |  |  |                 |
|                       |                    |                    |                  |                  |                  | Edmonton Oilers  |                  |                   |               |  |  |  |  |  |  |  |  |                 |
|                       |                    |                    |                  |                  |                  |                  |                  | Los Angeles Kings |               |  |  |  |  |  |  |  |  |                 |
| Minnesota North Stars |                    |                    |                  |                  |                  |                  |                  |                   |               |  |  |  |  |  |  |  |  |                 |
|                       |                    |                    |                  |                  |                  |                  |                  |                   |               |  |  |  |  |  |  |  |  | San Jose Sharks |
| St. Louis Blues       |                    |                    |                  |                  |                  |                  |                  |                   |               |  |  |  |  |  |  |  |  |                 |
|                       |                    |                    |                  |                  |                  |                  |                  |                   | Winnipeg Jets |  |  |  |  |  |  |  |  |                 |
| Vancouver Canucks     |                    |                    |                  |                  |                  |                  |                  |                   |               |  |  |  |  |  |  |  |  |                 |

## Meister
| - 1975 – Vancouver Canucks - 1976 – Chicago Black Hawks - 1977 – St. Louis Blues - 1978 – Chicago Black Hawks - 1979 – Chicago Black Hawks - 1980 – Chicago Black Hawks - 1981 – St. Louis Blues - 1982 – Edmonton Oilers - 1983 – Edmonton Oilers - 1984 – Edmonton Oilers | - 1985 – Edmonton Oilers - 1986 – Edmonton Oilers - 1987 – Edmonton Oilers - 1988 – Calgary Flames - 1989 – Calgary Flames - 1990 – Calgary Flames - 1991 – Los Angeles Kings - 1992 – Vancouver Canucks - 1993 – Vancouver Canucks |